# 川崎大師站

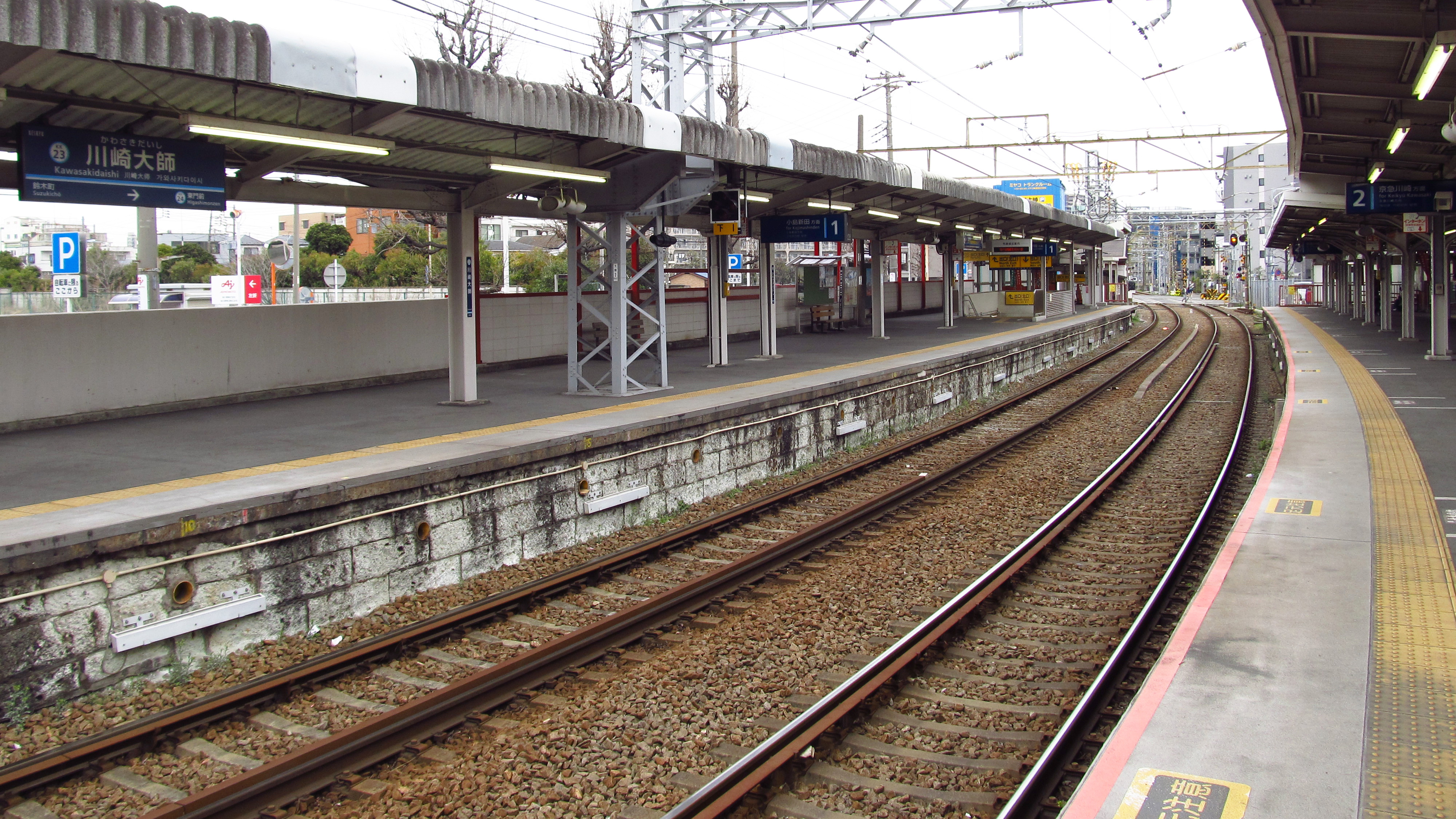
月台(2019年3月)

川崎大師站（日语：／ Kawasakidaishi eki */?）是位於日本神奈川縣川崎市川崎區大師驛前，屬於京濱急行電鐵大師線的鐵路車站。車站編號是KK23。本站為京濱急行電鐵最古老的車站，也是關東地區歷史最悠久的鐵路車站。

## 年表
- 1899年（明治32年）1月21日 - 車站啟用，當時稱為大師站。
- 1925年（大正14年）11月 - 車站改稱川崎大師站[2]。
- 2014年（平成26年）5月1日 - 導入進站音樂（至2015年（平成27年）4月30日）。
- 2023年（令和5年）度 - 預定地下化[3]。

## 車站結構
本站為側式月台2面2線地面車站。兩月台間有地下道連通。站內未設電梯或電扶梯。剪票口分別位於1號線側的「北口」與2號線側的「南口」。初詣等人潮較多的時間會開放南口旁的臨時剪票口。臨時剪票口與北口皆設有簡易IC卡閘門。
廁所在2號線月台。

### 月台配置
| 月台 | 路線   | 方向 | 目的地       |
| ---- | ------ | ---- | ------------ |
| 1    | 大師線 | 下行 | 小島新田方向 |
| 2    | 大師線 | 上行 | 京急川崎方向 |

### 進站音樂
2014年5月1日至2015年4月30日，美空雲雀樂曲《柔》成為本站進站音樂。

## 使用情況
2016年度1日平均上下車人次為17,207人。正月會有許多初詣客（新年到神社參拜的人）。
近年1日平均上下、上車人次推移如下表。
| 年度               | 1日平均 上下車人次 | 1日平均 上車人次 |
| ------------------ | ------------------ | ---------------- |
| 1995年（平成07年） |                    | 8,798            |
| 1996年（平成08年） |                    | 8,495            |
| 1997年（平成09年） |                    | 8,347            |
| 1998年（平成10年） |                    | 8,085            |
| 1999年（平成11年） |                    | 8,181            |
| 2000年（平成12年） |                    | 8,024            |
| 2001年（平成13年） |                    | 7,851            |
| 2002年（平成14年） | 15,550             | 8,121            |
| 2003年（平成15年） | 16,135             | 8,140            |
| 2004年（平成16年） | 16,781             | 8,711            |
| 2005年（平成17年） | 16,363             | 8,389            |
| 2006年（平成18年） | 16,849             | 8,448            |
| 2007年（平成19年） | 16,803             | 8,600            |
| 2008年（平成20年） | 17,295             | 8,611            |
| 2009年（平成21年） | 16,879             | 8,555            |
| 2010年（平成22年） | 16,680             | 8,468            |
| 2011年（平成23年） | 16,316             | 8,194            |
| 2012年（平成24年） | 16,465             | 8,231            |
| 2013年（平成25年） | 16,877             | 8,389            |
| 2014年（平成26年） | 17,605             | 8,787            |
| 2015年（平成27年） | 16,898             |                  |
| 2016年（平成28年） | 17,207             |                  |

## 車站周邊
- 平間寺（川崎大師） - 佛教真言宗智山派關東三本山之一。
- 若宮八幡宮（日语：若宮八幡宮 (川崎市)）
  - 金山神社（日语：金山神社 (川崎市)）
- 大師公園（日语：大師公園）
  - 大師公園游泳池
  - 瀋秀園
- 川崎區役所大師支所
- 大師廣場
  - 川崎市立川崎圖書館大師分館
  - 川崎市教育文化會館（日语：川崎市教育文化会館）大師分館
- 川崎市立川中島小學校（日语：川崎市立川中島小学校）
- 川崎市消防局（日语：川崎市消防局）臨港消防署藤崎出差所
- 川崎大師郵局
- 川崎藤崎郵局
- 誠醫會宮川醫院
- 味之素川崎工場
- 國道409號（日语：国道409号）

### 巴士路線
站前的大師巴士站可搭乘川崎鶴見臨港巴士。除了有走大師線南側往川崎站方向的川23系統，平日還有與國道409號平行的川01系統。另外新年期間有川崎站前往來大師的臨時班次。

## 相鄰車站
京濱急行電鐵
 大師線
鈴木町（KK22）－川崎大師（KK23）－東門前（KK24）

## 外部連結
- 川崎大師站（各站資訊） - 京濱急行電鐵